# Fotbal Club Farul Constanța
Maillots
Actualités
Le Fotbal Club Farul Constanța est un club roumain de football basé à Constanța en Dobrogée dans une ville portuaire basé au bord de la mer Noire. Il évolue en première division (Liga I) du Championnat de Roumanie à la suite de la fusion avec le Viitorul Constanta en 2021.
Le club remporte son seul titre de champion de Roumanie en 2023. En 2005, il atteint la finale de la Coupe de Roumanie, qu'il a perdu, il remporte à cinq reprises le championnat de deuxième division.
Le club possède également une section rugby.

## Historique

### Les débuts
En 1920, est créé le SPM Constanța (Serviciul Porturi Maritime Constanța) qui en 1946  sera renommé PCA Constanța (Porturi Comunicații Ape Constanța).

### Une nouvelle ère
Fondé en 1949 sous le nom Locomotiva Constanța à la suite de la fusion de Dezrobirea Constanța et PCA Constanța, le club prend la place du PCA en deuxième division. En 1955 il accède à la première division mais sera immédiatement relégué en fin de saison.
En 1957, est construit à Constanța le stadionul Farul puis en 1958 le club se renomme Farul Constanța et accède la même année de nouveau en première division. Lors de la saison 1959-1960, Farul atteint son meilleur classement, une quatrième place, mais la saison suivante, il est de nouveau relégué puis promu dans la foulée (en 1962).
En 1972, le club se renomme FC Constanța, en 1978 il est relégué en deuxième division, il y séjournera pendant dix ans, à l'exception de la période 1981 à 1983 où il retrouvera la Divizia A.
En 1988, l'année ou le club se renomme FC Farul Constanța, il est de nouveau promu en première division.
En 2000, Farul sera relégué mais reviendra au plus haut niveau roumain après une saison, en 2005 le club connaîtra son plus gros succès, une finale de Coupe de Roumanie perdue contre le Dinamo Bucarest.
De 1958 jusqu'à la nouvelle relégation en fin de saison 2008-2009, Farul aura séjourné au total 39 saisons en première division.

### La faillite
Malgré l'aide d'un mécène et plusieurs changements d'entraîneurs le club ne pourra pas remonter directement en première division après la saison 2009-2010, mais se retrouvera au bord de la faillite. En 2013-2014, le club sera sauvé de la relégation en troisième division grâce à l'exclusion du Dunărea Galați.
Le 22 septembre 2016, Farul se déclarera en faillite, un groupe de supporteurs fonde dans la foulée un nouveau club nommé Suporter Spirit Club Farul Constanța qui reprend les mêmes couleurs, le même logo et débute en quatrième division roumaine.

### Renouveau du club et fusion avec le Viitorul
Sous l'impulsion du joueur Ciprian Marica, le SSC Farul Constanța deviendra de nouveau le FC Farul Constanța et gravira les échelons.
Le 21 juin 2021, Farul qui est remonté entre-temps en deuxième division annonce par l'intermédiaire de Ciprian Marica, propriétaire de Farul et de Gheorghe Hagi, propriétaire du Viitorul Constanța, la fusion des deux clubs, le FC Farul Constanța prend la place du Viitorul Constanța en première division roumaine pour la saison 2020-2021. Pendant la rénovation du stade Farul le club jouera au Stade Viitorul. Pour son retour en première division le club termine à la 5e place de la saison 2021-2022.
Le club remporte son premier titre de champion lors de la saison 2022-2023 et se qualifie pour la Ligue des Champions 2023-2024, mais il sera directement éliminé par le Sheriff Tiraspol et reversé en Ligue Europa Conférence 2023-2024 ou il s'imposera contre le FC Urartu et le Flora Tallinn.

## Effectif actuel (2024-2025)
| N° | Nat.                   | Poste | Nom du joueur       |
| -- | ---------------------- | ----- | ------------------- |
| 1  | Drapeau de la Roumanie | G     | Alexandru Buzbuchi  |
| 2  | Drapeau de la Roumanie | M     | Ionuț Cercel        |
| 3  | Drapeau de la Roumanie | D     | Mihai Popescu       |
| 4  | Drapeau du Brésil      | D     | Gustavo Marins      |
| 6  | Drapeau de la Roumanie | M     | Victor Dican        |
| 7  | Drapeau de la Roumanie | A     | Denis Alibec        |
| 8  | Drapeau de la Roumanie | M     | Ionuț Vînă          |
| 9  | Drapeau du Brésil      | A     | Rivaldinho          |
| 10 | Drapeau de la Roumanie | A     | Gabriel Iancu       |
| 11 | Drapeau de la Roumanie | D     | Cristian Ganea      |
| 13 | Drapeau de la Roumanie | D     | Mario Aioanei       |
| 14 | Drapeau de la Roumanie | M     | Dragoș Nedelcu      |
| 15 | Drapeau de la Roumanie | D     | Gabriel Dănuleasă   |
| 16 | Drapeau de la Roumanie | D     | Gabriel Buta        |
| 17 | Drapeau de la Roumanie | D     | Ionuț Larie ()      |
| 18 | Drapeau de la Roumanie | M     | Luca Banu           |
| 19 | Drapeau de la Roumanie | M     | George Merloi       |
| 20 | Drapeau de la Roumanie | M     | Eduard Radaslavescu |

| No. | Nat.                   | Position | Nom du joueur      |
| --- | ---------------------- | -------- | ------------------ |
| 22  | Drapeau de la Roumanie | D        | Dan Sîrbu          |
| 23  | Drapeau de la Roumanie | M        | Carlo Casap        |
| 24  | Drapeau de la Roumanie | M        | Constantin Grameni |
| 25  | Drapeau de la Roumanie | A        | Ianis Avramescu    |
| 27  | Drapeau de la Roumanie | A        | Ionuț Cojocaru     |
| 30  | Drapeau de l'Arménie   | A        | Narek Grigoryan    |
| 33  | Drapeau de la Roumanie | G        | Valentin Frățilă   |
| 44  | Drapeau de la Roumanie | D        | Mihai Bălașa       |
| 66  | Drapeau de la Roumanie | D        | Darius Grosu       |
| 68  | Drapeau de la Roumanie | G        | Răzvan Ducan       |
| 77  | Drapeau de la Roumanie | M        | Andrei Ciobanu     |
| 80  | Drapeau de la Roumanie | M        | Nicolas Popescu    |
| 90  | Drapeau de la Roumanie | A        | Alexandru Stoian   |
| 95  | Drapeau de la Roumanie | D        | John Dumitra       |
| 97  | Drapeau de la Roumanie | A        | Alin Cocoș         |
| 98  | Drapeau de la Roumanie | M        | Luca Băsceanu      |
| 99  | Drapeau de la Roumanie | M        | Iustin Doicaru     |

## Bilan sportif

### Palmarès
| Compétitions nationales | Compétitions internationales |
| - Championnat de Roumanie - Champion (1) : 2023 - Championnat de Roumanie de deuxième division - Champion (5) : 1954, 1958, 1962, 1981, 1988 - Vice-champion (2) : 1980, 2001 - Coupe de Roumanie - Finaliste : 2005 | Anciennes compétitions - Coupe des Balkans - Finaliste : 1966 - Coupe Intertoto - Meilleure performance : huitième de finaliste en 1995 |

### Bilan européen
Légende
- Victoire ou qualification pour le tour suivant
- Match nul
- Défaite ou élimination de la compétition

Note : dans les résultats ci-dessous, le score du club est toujours donné en premier.
| Saison    | Compétition             | Tour                | Club               | Domicile | Extérieur | Total   |
| --------- | ----------------------- | ------------------- | ------------------ | -------- | --------- | ------- |
| 1995      | Coupe Intertoto         | Groupe 8            | Pogoń Szczecin     | 2 - 1    | N/A       | Premier |
| 1995      | Coupe Intertoto         | Groupe 8            | FK Bečej           | N/A      | 2 - 1     | Premier |
| 1995      | Coupe Intertoto         | Groupe 8            | Dniepr Mahiliow    | 2 - 0    | N/A       | Premier |
| 1995      | Coupe Intertoto         | Groupe 8            | AS Cannes          | N/A      | 0 - 0     | Premier |
| 1995      | Coupe Intertoto         | Huitièmes de finale | SC Heerenveen      | N/A      | 0 - 4     | 0 - 4   |
| 2006      | Coupe Intertoto         | Premier tour        | Hapoël Petah-Tikva | 2 - 0    | 2 - 2     | 4 - 2   |
| 2006      | Coupe Intertoto         | Deuxième tour       | Lokomotiv Plovdiv  | 2 - 1    | 1 - 1     | 3 - 2   |
| 2006      | Coupe Intertoto         | Troisième tour      | AJ Auxerre         | 1 - 0    | 1 - 4     | 1 - 4   |
| 2023-2024 | Ligue des champions     | Premier tour Q      | Sheriff Tiraspol   | 1 - 0    | 0 - 3 ap  | 1 - 3   |
| 2023-2024 | Ligue Europa Conférence | Deuxième tour Q     | FC Urartu          | 3 - 2    | 3 - 2     | 6 - 4   |
| 2023-2024 | Ligue Europa Conférence | Troisième tour Q    | Flora Tallinn      | 3 - 0    | 2 - 0     | 5 - 0   |
| 2023-2024 | Ligue Europa Conférence | Barrages Q          | HJK Helsinki       | 2 - 1    | 0 - 2     | 2 - 3   |

## Anciens joueurs
- Denis Alibec
- Gheorghe Hagi
- Ion Moldovan
- Florin Motroc
- Cristian Mustacă
- Stefan Nanu
- Mircea Sasu
- Dennis Șerban
- Ianis Zicu